# Forum Vinarium
Het Forum Vinarium was de wijnmarkt van het oude Rome. Het forum is bekend van enkele bewaard gebleven inscripties, waarin argentarii de foro vinario (geldwisselaars van het Forum Vinarium) worden vermeld. Het forum stond waarschijnlijk dicht in de buurt van de Portus Vinarius, een grote opslagplaats voor wijn. De exacte locatie is niet meer bekend, maar mogelijk was dit op het emporium, tussen de Aventijn en de Tiber.

## Noot
1. ↑  CIL IV 9181 abc, 9182.

## Referentie
- L. Richardson, jr, A New Topographical Dictionary of Ancient Rome, Baltimore - Londen, 1992. pp. 178-179. ISBN 0801843006